# Magic (crittografia)

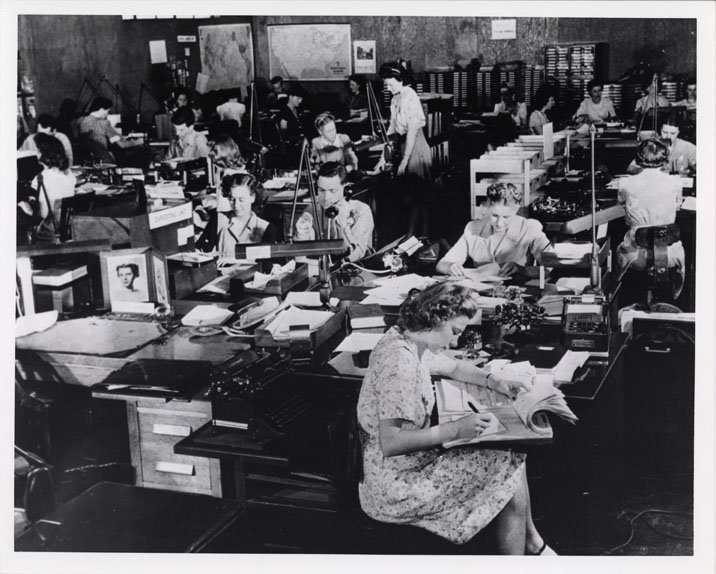
Ufficio di criptoanalisti al lavoro ad Arlington Hall nel 1943

Magic fu un progetto di crittoanalisi degli Alleati durante la seconda guerra mondiale. Esso riguardava il Signal Intelligence Service (SIS) e l'Unità Speciale di Comunicazione della Marina degli Stati Uniti d'America.

## Decrittazione
Magic fu impostato per riunire le capacità crittografiche del governo degli Stati Uniti in un'organizzazione denominata Ufficio Ricerche. Gli ufficiali dell'Esercito e della Marina lavoravano insieme. Sebbene essi lavorassero su una serie di codici e cifre, i loro successi più importanti riguardarono RED, BLUE e PURPLE.

### RED
Nel 1923, un ufficiale della Marina statunitense acquisì una copia rubata del libro dei Codici Operativi Segreti usati dalla Marina giapponese durante la Prima Guerra Mondiale. Fotografie del libro dei codici giapponesi furono date ai crittoanalisti dell'Ufficio Ricerche e questi codici, elaborati, furono conservati in cartelle di colore rosso (per indicare una classificazione Top Secret). Questo codice fu così denominato "RED".

### BLUE
Nel 1930, il governo giapponese creò un codice più complesso che fu chiamato BLUE, sebbene RED fosse ancora in uso per le comunicazioni di minor importanza. Esso fu presto (non oltre il 1932) decifrato dall'Ufficio Ricerche. Le stazioni d'ascolto dell'intelligence militare statunitense (COMINT), cominciarono a monitorare gli ordini alla flotta giapponese, le comunicazioni fra nave e nave e quelle provenienti da terra e dirette a navi giapponesi.

### PURPLE
Dopo che l'alleata del Giappone, la Germania, aveva dichiarato guerra nell'autunno del 1939, il governo tedesco cominciò a fornire al Giappone assistenza tecnica per migliorare le sue comunicazioni e le capacità crittografiche. Una parte di questa assistenza consistette nell'inviare al Giappone macchine del tipo Enigma, per assicurare al Giappone un elevato livello di comunicazioni cifrate con la Germania.
Il nuovo codice, denominato PURPLE (dal colore ottenuto miscelando rosso e blu) era sconcertante.
PURPLE, come Enigma, iniziò le sue comunicazioni con la stessa linea di codici, diventando un impenetrabile guazzabuglio. I decrittatori cominciarono a provare a violare le comunicazioni attraverso PURPLE manualmente, ma non ci riuscivano. Quindi si resero conto che non si trattava di un codice aggiuntivo manuale o un codice di sostituzione come RED e BLUE, ma di un codice generato da una macchina simile alla tedesca Enigma.
La decodifica era lenta e gran parte del traffico era ancora difficile da violare: nel tempo che il traffico dei messaggi cifrati veniva decifrato e tradotto, il contenuto era spesso superato. 
Nel 1939 fu realizzata da una squadra di tecnici guidata da William Friedman e Frank Rowlett una macchina per codificazione invertita che decifrò alcuni dei codici PURPLE, replicando varie impostazioni delle macchine Enigma giapponesi. Questa decrittazione accelerata e l'inserimento di un maggior numero di traduttori nel 1942 rese più semplice e più rapido decifrare il traffico intercettato.

## Traffico PURPLE
Il Ministero degli Affari Esteri giapponese usava una macchina codificatrice per crittografare i suoi telegrammi diplomatici. La macchina era chiamata dai codificatori statunitensi "PURPLE". Un messaggio veniva dattiloscritto in una macchina codificatrice, che lo crittografava e lo inviava al destinatario, dove veniva ricevuto da una macchina identica. La macchina ricevente poteva decifrare il messaggio solo se impostata correttamente, cioè con la chiave giusta. I crittografi americani costruirono una macchina che poteva decifrare questi messaggi.
La macchina PURPLE stessa fu usata per la prima volta dai giapponesi nel 1940. I crittografi statunitensi e inglesi avevano decifrato alcune trasmissioni in PURPLE molto prima dell'attacco di Pearl Harbor. Comunque, le macchine PURPLE venivano utilizzate solo dal Ministero degli Affari Esteri per comunicare con le sue ambasciate. La Marina giapponese usava un sistema crittografico completamente diverso, noto come JN-25.
Gli analisti statunitensi non scoprirono alcun elemento in PURPLE che trattasse dell'imminente attacco giapponese su Pearl Harbor, né lo avrebbero potuto, dato che i Giapponesi erano molto attenti a non parlare dei loro piani nelle comunicazioni del Ministero degli Affari Esteri. Nessuna informazione dettagliata a proposito dell'attacco previsto fu mai disponibile presso il Ministero degli Affari Esteri giapponese, poiché quell'agenzia era vista dai militari, in particolare dai suoi membri più nazionalisti, come non abbastanza "affidabile".
L'accesso degli Stati Uniti alle comunicazioni private diplomatiche giapponesi (anche le più segrete) fu meno utile di quanto potesse altrimenti essere stato poiché la politica nel Giappone prebellico era ampiamente controllata da gruppi militari come la Kōdōha e non dal Ministero degli Affari Esteri. Quest'ultimo stesso non comunicò deliberatamente alle sue ambasciate e consolati gran parte delle informazioni che aveva, cosicché la capacità di leggere i messaggi di PURPLE fu meno convincente riguardo alle intenzioni militari tattiche o strategiche giapponesi.
I crittografi statunitensi (vedi Station HYPO) avevano decifrato e tradotto il messaggio diplomatico giapponese in 14 parti, provocando l'interruzione dei negoziati tra Stati Uniti e Giappone alle 13, ora di Washington, il 7 dicembre 1941, anche prima che l'Ambasciata Giapponese a Washington avesse potuto farlo. Quale risultato della decrittazione e delle difficoltà di battitura presso l'ambasciata giapponese, la nota fu consegnata in ritardo al Segretario di Stato statunitense Cordell Hull. Quando i due diplomatici giapponesi infine la consegnarono, Hull l'aveva già letta per la prima volta, anche se egli sapeva già dell'attaco giapponese a Pearl Harbor.
Durante tutta la guerra gli Alleati lessero regolarmente sia i messaggi crittografati tedeschi che quelli giapponesi. L'ambasciatore giapponese in Germania, generale Hiroshi Ōshima, inviava spesso informazioni militari preziosissime a Tokyo. Queste informazioni erano regolarmente intercettate e lette da Roosevelt, Churchill ed Eisenhower.
(David Lowman, Magic: The Untold Story, 2000, p. 4)

## Distribuzione prima di Pearl Harbor
Anche così le informazioni diplomatiche avevano un valore limitato per gli Stati Uniti per i suoi modi di distribuzione e le sue descrizioni.  "Magic" era distribuito in modo tale che molti responsabili politici che necessitavano delle informazioni non ne sapevano nulla e quelli cui esso era stato effettivamente distribuito (almeno prima dell'attacco di Pearl Harbor) avevano potuto vedere ogni messaggio solo brevemente, poiché il corriere stava in attesa per riprenderselo, e separatamente dagli altri messaggi (né copie né note erano permesse). Prima di Pearl Harbor, essi vedevano solo quelli decifrati come "abbastanza importante" dagli ufficiali distributori dell'Esercito o della Marina.
Ciò non di meno, l'aver potuto leggere i messaggi PURPLE diede agli Alleati un grande vantaggio nella guerra. Per esempio l'ambasciatore giapponese in Germania, barone Hiroshi Ōshima, inviava lunghi rapporti a Tokio, che erano cifrati con la macchina PURPLE. Essi comprendevano rapporti su discussioni personali con Adolf Hitler e una relazione sulle difese da invasione nel nord della Francia (comprese le spiagge dell'invasione del D-Day). Il Generale Marshall disse che Ōshima era "la nostra base principale di…informazioni riguardanti le intenzioni di Hitler in Europa".

## Dewey e Marshall
Durante le elezioni del 1944, Thomas Dewey minacciò di fare di Pearl Harbor un motivo di campagna elettorale, finché il Generale Marshall gli spedì una lettera personale che, tra l'altro, diceva,:
(Generale George Marshall)
Dewey promise di non sollevare questo argomento e tacque.

## Dibattiti dopo la guerra
L'entrata nel sistema PURPLE, e in generale nei messaggi giapponesi, fu il soggetto di acrimoniose audizioni al Congresso post-seconda guerra mondiale in collegamento con un tentativo di decidere chi, se c'era stato, aveva permesso che accadesse il disastro di Pearl Harbor e chi quindi avrebbe dovuto essere biasimato. Grazie a queste audizioni i Giapponesi appresero, per la prima volta, che il sistema di cifratura PURPLE era stato violato. Essi lo stavano usando anche dopo la guerra, con l'incoraggiamento del Governo Americano di Occupazione.
Molta confusione su chi a Washington o nelle Hawaii sapeva che cosa e quando, specialmente come "noi decrittavamo i loro messaggi," ha condotto qualcuno a concludere che "qualcuno a Washington" sapeva dell'attacco a Pearl Harbor prima che questo si verificasse e, poiché Pearl Harbor non si aspettava di essere attaccata, la "mancanza di avvertire le Hawaii deve essere stata deliberata, poiché essa poteva a mala pena essere stata meramente una svista". Comunque, PURPLE era un codice diplomatico, non militare. Allora, solo illazioni possono essere tratte da PURPLE come azioni militari specifiche giapponesi. 

## Storia
Quando PURPLE fu violato dal Signals Intelligence Service (SIS) dell'Esercito degli Stati Uniti, sorsero molti problemi per gli Americani: chi avrebbe avuto le decifrazioni, chi decifrava, quanto sovente, in quali circostanze e crucialmente (considerate le rivalità tra i vari servizi) e chi avrebbe provveduto alla loro diffusione. Sia la Marina che l'Esercito insistevano che solo loro avrebbero dovuto gestire la diffusione delle decifrazioni, specialmente verso le posizioni più alte dei politici U.S.A. Infine, dopo numerosi pro e contro, fu raggiunto un compromesso: l'Esercito sarebbe stato responsabile per le decifrazioni un giorno e quello dopo lo sarebbe stata la Marina.
La lista di distribuzione infine includeva alcuni — ma non tutti — i capi dell'intelligence militare a Washington e altrove, e alcuni — ma, ancora, non tutti — i capi politici civili a Washington. L'eventuale routine definitiva per la distribuzione includeva i seguenti passi:
- l'ufficiale di servizio (Esercito o Marina, a seconda del giorno) avrebbe deciso quali decifrazioni fossero significative o abbastanza interessanti da distribuire
- esse sarebbero state raccolte, chiuse in una valigetta e consegnate a un relativamente giovane ufficiale (non sempre autorizzato a leggere le decifrazioni) che avrebbe "fatto il giro" degli uffici competenti.
- nessuna copia di qualsiasi decifrazione sarebbe stata lasciata a qualsiasi ufficiale dell'elenco. Chi le riceveva sarebbe stato autorizzato a leggere le decifrature tradotte alla presenza dell'ufficiale che le distribuiva, ma avrebbe dovuto restituirle immediatamente dopo la lettura. Prima dell'inizio della seconda settimana di dicembre 1941, questo fu l'ultimo momento in cui ognuno di coloro che erano sulla lista vide quella particolare decifrazione.

## Descrizione del procedimento
Vi erano vari passi necessari prima che qualsiasi decifrazione fosse pronta per la sua distribuzione:
1. Intercettazione. Il Ministero degli Affari Esteri giapponese usava sia trasmissioni via radio che attraverso cavi per comunicare con le sue unità fuori dal territorio nazionale. Le trasmissioni via radio erano intercettate (se possibile) presso ognuna delle parecchie stazioni di ascolto (Hawaii, Guam, isola di Bainbridge nello stato di Washington, Dutch Harbor, sull'isola Amaknak dell'Alaska, etc.) e gruppi di cifrature grossolane venivano inviate a Washington, D.C. Infine, vi erano stazioni di decifrazione (che comprendevano un esemplare della macchina PURPLE dell'Esercito) anche nelle Filippine. Il traffico via cavo era (per molti anni prima di fine 1941) raccolto presso gli uffici della società del cavo da un ufficiale che ne faceva copia e la inviava a Washington. Il traffico via cavo alle Hawai non venne intercettato a causa di problemi legali fino a che David Sarnoff della RCA non fu d’accordo nel permetterlo, durante una visita alle Hawaii la prima settimana di dicembre 1941. A un certo punto, le intercettazioni venivano spedite all'Intelligence (Esercito o Marina) dal campo.
2. Decifrazione. L'intercettazione "in originale" veniva decifrata dall'Esercito o dalla Marina (a seconda del giorno). La decifrazione aveva normalmente successo poiché la cifratura era stata interpretata dagli Americani.
3. Traduzione. Ottenuto il testo originale, in lettere latine, esso veniva tradotto. Poiché la Marina aveva più ufficiali che parlavano la lingua giapponese, gran parte dell'onere di traduzione ricadde sulla Marina e poiché il giapponese è una lingua difficile, con il significato delle parole che dipende dal contesto, la traduzione effettiva richiedeva non solo una conoscenza corrente del giapponese, ma anche una considerevole conoscenza del contesto nel quale il messaggio veniva inviato.
4. Valutazione. Il messaggio decifrato e tradotto doveva essere valutato per il suo contenuto di intelligence. Ad esempio: Il contenuto apparente del messaggio è significativo? Se lo fosse, per esempio, parte del valore del contesto presso il Ministero degli Affari Esteri giapponese o in qualche altra parte del governo giapponese, il suo significato e le sue implicazioni sarebbero piuttosto diversi da un semplice messaggio informativo o da un messaggio di istruzioni a un'ambasciata. O, potrebbe essere un altro messaggio di una serie il cui significato, presi tutti insieme, sia maggiore del significato di ciascuno dei messaggi presi singolarmente. Allora, il quattordicesimo messaggio a un'ambasciata che istruisca quell'ambasciata a invitare, diciamo, le navi mercantili giapponesi a tornare in patria per la fine di novembre, sarebbe più significativo di uno solo di quei messaggi riferito a una singola nave o porto. Solo dopo aver valutato un messaggio decifrato e tradotto per il suo valore di intelligence, ciascuno potrebbe decidere se merita di essere distribuito o meno.

Nel periodo antecedente l'attacco a Pearl Harbor, il materiale fu trattato in modo inefficiente e fu distribuito in modo anche più maldestro. Ciò non di meno la straordinaria esperienza di poter leggere le comunicazioni di un governo straniero molto più da vicino, talvolta anche prima del destinatario, era sorprendente. Fu talmente sorprendente, che qualcuno (forse il Presidente Roosevelt) lo definì "magico", termine che colpì.

## Ordine esecutivo 9066
Un aspetto di Magic rimane controverso fino a questi giorni — l'entità del coinvolgimento che le intercettazioni giocarono nell'emettere l'Ordine esecutivo 9066 il 19 febbraio 1942 e il successivo Ordine esecutivo 9102 il 18 marzo, che condusse alla creazione della Wartime Relocation Authority (WRA). Questo viene spesso confuso con l'internamento, che venne in effetti gestito dal Servizio d'Immigrazione e Naturalizzazione del Dipartimento della Giustizia (INS) e che condizionò tutti i cittadini dei paesi in guerra con gli Stati Uniti.
L'internamento dei "nemici stranieri" da parte del governo U.S.A. ebbe inizio due mesi prima dell'Ordine Esecutivo 9066 l'8 dicembre 1941, immediatamente dopo l'attacco a Pearl Harbor e comprendeva tedeschi e italiani e non solo i giapponesi che vivevano sulla costa occidentale degli Stati Uniti.
David Lowman nel suo libro MAGIC: the Untold Story riferisce che la prima giustificazione per i riallocamenti e internamenti dei nippo-americani era quella di proteggersi contro lo spionaggio e i sabotaggi, poiché Magic non poteva essere citato durante la guerra. Coloro che difendevano la decisione di evacuare e riallocare quando visti nel contesto, il famoso blogger e reporter investigativo Michelle Malkin, punta alle intercettazioni Magic a parziale giustificazione per EO 9066. Malkin cita la testimonianza del 1984 da parte del sottosegretario che aveva la conoscenza maggiore di Magic, che affermò che Magic "fu un fattore molto importante" nelle loro considerazioni.
Fonti addizionali primarie estese sono citate nel libro di Malkin In Defense of Internment per sostenere che le intercettazioni di Magic rivelano lo sviluppo di un anello di spie tra i nippo-americani tramite i consolati giapponesi, forniscono il tipo di dati che devono essere inviati in Giappone, e che danno luogo al sospetto che molte migliaia di persone tra la comunità giapponese in America fossero a rischio di spionaggio attivo, compresi membri di Kibei, Issei e Nisei.
Nel 1988, il Congresso approvò e il Presidente Ronald Reagan sottoscrisse la legislazione che si scusava per l'internamento per conto del Governo federale degli Stati Uniti d'America. In tale legislazione si disse che le azioni del governo erano basate su "pregiudizi razziali, isteria bellica e mancanza di leadership politica". Le intercettazioni che produssero questa decisione non tennero conto delle intercettazioni Magic.
Ciò che segue è il testo autentico di numerose intercettazioni Magic tradotte in inglese prima e durante la guerra, declassificate e rese pubbliche nel 1978 da parte del governo degli Stati Uniti (The Magic Background of Pearl Harbor, Government Printing Office, 8 volumi)

### Da Tokyo a Washington
intercettazione Magic
da Tokyo a Washington #44 – Jan 30, 1941
Intercettazione datata 30 gennaio 1941 e annotata e tradotta il 2-7-41
Numero #44
TO: Washington (Koshi)
(In due parti—complete).
(Segreto del Foreign Office).
(1) Creare un organo di intelligence nell'Ambasciata che manterrà collegamenti con organi privati e di semi-ufficiale intelligence (vedi mio messaggio a Washington #591 e #732 da New York a Tokyo, entrambe delle ultime serie di anni). Riguardo a ciò noi stiamo discutendo con i vari circoli coinvolti al momento.
(2) Il punto focale delle nostre indagini sarà la determinazione della forza totale degli Stati Uniti. Le nostre indagini saranno divise in tre classificazioni generali: politica, economica e militare, verranno mappati definitivi corsi di attività.
(3) Fare un'indagine su tutte le persone od organizzazioni che o apertamente o segretamente si oppongono alla partecipazione alla guerra.
(4) Fare indagini su tutti gli antisemitismi, comunismi, movimenti di Negri e movimenti di lavoratori.
(5) Utilizzazione di cittadini U.S. A. di estrazione straniera (diversi dai Giapponesi), stranieri (diversi dai Giapponesi), comunisti, Negri, membri dei sindacati e anti-Semiti, nel realizzare le indagini descritte nei precedenti paragrafi porterebbe indubbiamente ai migliori risultati.
Questi uomini, per di più, dovrebbero avere accesso alle strutture governative (laboratori?), organizzazioni governative di vario genere, fabbriche e mezzi di trasporto.
(6) Utilizzazione delle nostre "Seconde Generazioni" e nostri residenti nazionali. (In vista del fatto che se vi è una svista in questa fase, le nostre persone negli Stati Uniti saranno soggette a considerevoli persecuzioni, e deve essere esercitata la massima cautela).
(7) Nel caso di partecipazione degli Stati Uniti alla guerra, la nostra organizzazione di intelligence verrà trasferita in Messico, facendo di questo Paese il centro nervoso della nostra rete di intelligence. Quindi tenete ciò in mente e in anticipazione che in questa eventualità costituiate strutture per una via di intelligence U.S.A.-Messico. Questa rete che coprirà Brasile, Argentina, Cile e Perù avrà anche il suo centro in Messico.
(8) Noi collaboreremo con gli organi di intelligence tedesca e italiana negli U.S.A.. Questa fase è stata discussa con tedeschi e italiani a Tokyo, ed è stata approvata.
Prego vogliate rivolgervi per i dettagli al Segretario Terasaki dopo che avrà assunto la sua carica.
Prego vogliate inviare copie agli uffici che erano sulla lista in distribuzione No. 43.»

### Consolati U.S.A. a Tokyo
Per tutto il rimanente del 1941, alcuni dei messaggi tra Tokyo e le sue ambasciate e consolati continuarono a essere intercettati.
In risposta al disposto passaggio dagli sforzi di propaganda alla raccolta di dati spionistici, i consolati giapponesi in tutto l'emisfero occidentale inviavano normalmente le loro informazioni attraverso gli usuali canali diplomatici, ma quando si trattava di messaggi urgenti, veniva utilizzato il sistema di codifica PURPLE e la trasmissione diretta (via filo o radio). Ciò forniva tracce del loro invio direttamente al Presidente USA e ai suoi diretti consiglieri.
Intercettazioni nel maggio 1941 dai consolati di Los Angeles e Seattle informarono che i Giapponesi stavano avendo successo con l'ottenimento di informazioni e la collaborazione dalla "seconda generazione" di nippo-americani e altri.
Magic intercetta LA a Tokyo #067 – 9 maggio 1941
Intercettazione datata 9 maggio 1941 e tradotta il 19 maggio 1941
Numero #067
TO: Tokyo (Gaimudaijin)
(In 2 parts—complete).
Strettamente Riservato.
Re vostro messaggio # 180 a Washington.
Noi stiamo facendo tutto ciò che è in nostro potere per stabilire contatti esterni in collegamento con i nostri sforzi di raccogliere materiale d'intelligence. A questo proposito noi abbiamo deciso di far uso di bianchi e Negri tramite persone giapponesi delle quali non possiamo fidarci completamente (non solo sarebbe molto difficile reclutare esperti per questo lavoro al momento, ma il relativo costo sarebbe molto elevato). Noi inoltre manteniamo strette relazioni con l'Associazione Giapponese, la Camera di Commercio e i quotidiani.
Per quanto riguarda gli impianti di fabbricazione di aeroplani e altri stabilimenti militari in altri luoghi, noi contiamo di stabilire relazioni molto strette con varie organizzazioni e in totale segretezza abbiamo posto questi impianti militari sotto stretta sorveglianza. Con questi mezzi noi speriamo di poter ottenere accurati e dettagliati rapporti di intelligence. Abbiamo già stabilito contatti con giapponesi assolutamente affidabili nella zona di San Pedro e San Diego, ove terranno sotto stretta sorveglianza tutti i carichi di aeroplani e altro materiale bellico, e riferiranno le quantità e le destinazioni di queste spedizioni. Gli stessi passi sono stati intrapresi riguardo al traffico attraverso il confine fra USA e Messico.
Noi manterremo collegamenti con le nostre seconde generazioni che sono presenti nell'Esercito, affinché ci tengano informati dei vari sviluppi nel medesimo. Noi abbiamo collegamenti anche con nostre seconde generazioni che lavorano in impianti di fabbricazione di aeroplani, a scopi di intelligence.
Per quanto riguarda la Marina, noi stiamo cooperando con l'ufficio del nostro Addetto Navale, sottoponendo relazioni il più accurate e il più rapidamente possibile.
Abbiamo Nakazawa che investiga e riassume informazioni di prima mano raccolte attraverso rapporti giornalistici, riguardo ai movimenti militari, discussioni sul lavoro, attività comuniste e altre simili materie. Riguardo ai movimenti antisemiti, abbiamo indagini effettuate sia da eminenti americani che giapponesi, che sono collegati con l'industria cinematografica che è al centro di questa zona. Noi abbiamo già stabilito collegamenti con persone di colore molto influenti, per essere informati riguardo ai movimenti delle persone di colore.»
Magic intercettazioni da Seattle a Tokyo #45 - May 11, 1941
Intercettazione dell'11 maggio 1941 e tradotta il 6-9-41
Numerata # 45
TO: Tokyo
(3 parts—complete)
Re vostra # 180 a Washington
1. Contatti Politici
Noi stiamo raccogliendo informazioni di intelligence che ruotano intorno a questioni politiche e anche le questioni della partecipazione degli Americani alla guerra che ha a che fare con l'intero Paese e con questa zona locale.
2. Contatti Economici
Noi stiamo usando dipendenti di aziende estere, come anche dipendenti delle nostre aziende qui, per la raccolta di argomenti di intelligence che hanno a che fare con linee di costruzione di navi, con il numero di aeroplani prodotti e i loro diversi tipi, con la produzione di rame, zinco e alluminio, con la raccolta di stagno per scatole e di legname da costruzione. Noi stiamo facendo ora del nostro meglio per l'acquisizione di tali argomenti di intelligence mediante americani competenti. Da un americano, che abbiamo recentemente contattato, abbiamo ricevuto un rapporto privato su macchinisti di origine tedesca che sono comunisti e membri delle organizzazioni del Lavoro nella Bremerton Naval Yard e nella fabbrica di aeroplani della Boeing.
Seconda generazione giapponese ----- ----- ----- [tre parole mancanti].
3. Contatti Militari 
Noi stiamo garantendo argomenti di intelligence riguardanti la concentrazione di navi da guerra dentro il Bremerton Naval Yard, informazioni riguardanti navi mercantili e fabbricazione di aeroplani, movimenti di unità militari come quelle relative a manovre di truppe. Con tutto questo come base, sono stati inviati uomini in campo, che contatteranno il Lt. Comdr. OKADA, e tale operazione di intelligence vi verrà spedita, come nella pratica usuale: KANEKO ne è il responsabile. Recentemente abbiamo, in due occasioni, eseguito delle indagini su alcune installazioni militari e punti di concentrazione in varie aree. Per il futuro abbiamo concluso accordi per raccogliere argomenti di intelligence dai coscritti giapponesi di seconda generazione in materia di trattamento con le truppe, come anche sui discorsi di queste e sul loro comportamento. ----- ---- -----. [tre parole mancanti].
4. Contatti con i Sindacati
I sindacati locali A.F. di L. e C.I.O. hanno una considerevole influenza. Il Partito (Socialista?) mantiene qui un ufficio (la sua sfera d'influenza politica si estende su dodici zone.) Il C.I.O., in particolare, è stato qui molto attivo. Noi abbiamo avuto un giapponese di prima generazione, che è un membro del movimento sindacale e presidente di comitato, abbiamo contattato l'organizzatore e ricevuto un rapporto, sebbene sia solo un riassunto, sull'impiego di membri americani del Partito (Socialista ?). ------ se ne occupa OKAMARU.
5. Per quanto riguarda il contatto con Americani di estrazione estera e stranieri, in aggiunta a terze parti, per la raccolta di informazioni d'intelligence, con riguardo a organizzazioni anti-partecipazione e il movimento anti-ebraico, stiamo facendo uso di un avvocato giapponese di seconda generazione.
Questa intelligence ---- ----- -----.»

### Accesso tramite il gabinetto di Roosevelt
Queste intercettazioni più altri rapporti dallo FBI e gli sforzi di controspionaggio dell'Office of Naval Intelligence, il caso di spionaggio TACHIBANA durante l'estate del 1941, gli sforzi dello FBI contro la giapponese Yakuza per tutti gli anni 1930 la Costa occidentale degli Stati Uniti (i TOKOYO e TOYO CLUB) erano tutti disponibili solo per i capi più alti del gabinetto di Roosevelt. Anche J. Edgar Hoover, Direttore dello FBI, non era al corrente dell'esistenza di Magic.

### Punti di vista opposti
Coloro che ritengono che l'Ordine esecutivo 9066 riguardante l'Internamento dei giapponesi negli Stati Uniti non fosse basato su intercettazioni Magic sostengono:
- l'ufficiale al comando sulla costa occidentale, tenente generale J. L. DeWitt, non si trovava sulla lista delle intercettazioni Magic;
- il suo superiore, Ministro della Guerra Henry Stimson, era sulla lista delle intercettazioni;
- Stimson richiese delle giustificazioni per il programma di riallocazioni a DeWitt;
- Se le intercettazioni di Magic fornivano giustificazioni, perché DeWitt ne chiese ulteriori?

Una spiegazione teorica è che Stimson volesse da DeWitt delle giustificazioni che potessero essere rese pubbliche, in quanto le intercettazioni di Magic non potevano essere rese pubbliche.
La questione s'infiammò a causa della pubblicazione nel 2004 del libro di Malkin, In Defense of Internment, nel quale le intercettazioni di Magic giocavano il ruolo principale in difesa della sua tesi.

## Altre cifrature giapponesi
PURPLE, finestra nella pianificazione e politica giapponese, era allettante, ma tecnicamente piuttosto limitato, a causa della peculiare natura della politica giapponese prima della guerra. All'inizio una migliore finestra tattica fu il Codice della Flotta Giapponese, chiamato JN-25 dai cripto-analisti della Marina statunitense. La decifratura della versione giapponese in uso nei mesi successivi al 7 dicembre 1941 fornì sufficienti informazioni per consentire agli Stati Uniti le vittorie navali nelle battaglie del Mar dei Coralli e delle Midway, arrestando l'avanzata giapponese a sud ed eliminando il complesso della potenza aerea navale dei Giapponesi.
Successivamente, la violazione delle trasmissioni giapponesi JN-25 consentì di conoscere la programmazione e l'effettuazione del volo d'ispezione dell'ammiraglio giapponese Isoroku Yamamoto nel sudovest del Pacifico, fornendo ai piloti dell'USAAF l'opportunità dell'imboscata aerea all'alto uffiuciale che aveva concepito l'attacco di Pearl Harbor. Successivamente ancora, l'accesso ai messaggi dell'Esercito Giapponese e la decifrazione del traffico delle comunicazioni di quest'ultimo fu molto utile nel pianificare la campagna d'invasione delle Filippine e oltre.
Un'altra fonte d'informazioni fu il codice dell'Addetto Militare giapponese (noto agli Alleati come JMA), introdotto nel 1941. Questo era un sistema a trasposizione frazionante basato su gruppi di codici a due lettere che stavano per parole e frasi comuni. I gruppi erano scritti su una griglia quadra secondo una disposizione irregolare e letti verticalmente, similmente a Cifrario a trasposizione#Trasposizione disturbata. Poi le lettere venivano nuovamente cifrate utilizzando una tavola pre-costituita di alfabeti.  Questo sistema fu decifrato da John Tiltman al Bletchley Park nel 1942.

## Altre pretese violazioni di PURPLE
Il libro del 1992 The Sword and the Shield: The Mitrokhin Archive and the Secret History of the KGB (La Spada e lo Scudo: L'Archivio Mitrokin e la Storia Segreta del KGB), di Christopher Andrew, basato sull'Archivio Mitrochin portato clandestinamente fuori dalla Russia all'inizio degli anni 1990 da un archivista del KGB e contenente informazioni sulla conoscenza dei sovietici in tempo di guerra delle trasmissioni cifrate giapponesi. Si sostiene che i Sovietici violassero indipendentemente il traffico di informazioni giapponese effettuato con PURPLE (come con la precedente macchina Red).
Si sostiene che i messaggi PURPLE abbiano contribuito alla decisione da parte di Stalin di spostare le truppe dall'Estremo Oriente asiatico alla zona intorno a Mosca per il contrattacco contro la Germania nazista nel dicembre 1941, poiché i messaggi convinsero il governo sovietico che non ci sarebbe stato nessun attacco giapponese.

## Quanto fu segreto Magic?
È stato recentemente pubblicato dal Chicago Tribune, che la crittografia giapponese era pericolosamente inadeguata. Il giornale americano ha pubblicato una serie di storie che proprio dopo le Midway, partendo dal 7 giugno 1942, sosteneva (correttamente) che quella vittoria era dovuta in gran parte alla violazione del sistema crittografico giapponese da parte degli Stati Uniti (in questo caso, la cifratura JN-25). Il Tribune sostenne che questa storia era stata scritta da Stanley Johnston, per sua personale conoscenza dei fatti.
Ronald Lewin puntualizza che la storia ripete la stesura e gli errori di un segnale dell'Ammiraglio Nimitz che Johnston vide mentre era sul trasporto Barnett. Nimitz fu rimproverato dall'Ammiraglio King per aver inviato il dispaccio ai comandanti della Task Force su un canale disponibile a quasi tutte le navi. Il comandante della  Lexington, Morton T. Seligman fu assegnato a un servizio a terra e andò in pensione anticipatamente.
Comunque, né i Giapponesi né chiunque altro che potrebbe averlo loro detto, pare averlo appreso o dalla copertina del Tribune o dalle storie basate su quanto apparso sul Tribune e pubblicate su altri giornali statunitensi. Non vi furono mutamenti nella crittografia giapponese connessi con i racconti di quei giornali o con rivelazioni del Congresso.
Alvin Kernan era un artigliere dell'aeronautica che prestò servizio a bordo della portaerei USS Enterprise CV-6|2 e della USS Hornet CV-8|2 durante la guerra. In quel periodo gli fu attribuita la Croce della Marina. Nel suo libro Crossing the Line, egli sostiene che quando la portaerei tornò a Pearl Harbor per rifornirsi prima della Battaglia delle Midway, l'equipaggio sapeva che i codici giapponesi erano stati decifrati e che le forze navali degli Stati Uniti stavano preparandosi ad attaccare la flotta giapponese alle Midway. Egli insiste dicendo che lui "…ricorda esattamente l'occasione nella quale gli venne detto, con tutti i dettagli, delle navi e delle date …" nonostante la successiva insistenza che la violazione dei codici giapponesi fosse tenuta segreta.
Il comandante della Marina U.S. A. I.J. Galantin, che andò in pensione come Ammiraglio, si riferisce più volte a Magic nel suo libro del 1988 sul teatro di guerra del Pacifico come capitano del sottomarino statunitense USS HalibutSS-232|2. Galantin si riferisce a Magic come "Ultra" che era effettivamente il nome dato alla decifrazione del codice tedesco. Dopo aver ricevuto un messaggio dal comando della flotta del Pacifico, che lo inviava dalla sua normale posizione a intercettare navi giapponesi, a seguito di un messaggio Magic, Galantin scrive: "Io avevo scritto i miei ordini accuratamente. Io non avevo fatto riferimento a Ultra ma avevo solo posto l'accento sulla necessità di essere presto allertato sugli obiettivi in questa fruttuosa zona". Galantin aveva precedentemente citato nel suo libro che tutti i comandanti di sottomarini erano a conoscenza di "Ultra" (Magic).
Inoltre il Capo di Stato Maggiore George C. Marshall scoprì all'inizio della guerra che i documenti di Magic erano diffusamente letti presso la Casa Bianca e che "…a un certo momento oltre 500 persone stavano leggendo i messaggi che noi avevamo intercettato dai Giapponesi …  Pareva che chiunque li stesse leggendo".

## Magic nei mezzi di comunicazione di massa
Il romanzo di Neal Stephenson Cryptonomicon comprende una versione romanzata di Magic, nella quale il sistema crittografico giapponese viene chiamato "INDIGO" invece che "PURPLE".
A James Bond vengono dati i risultati del programma di decifratura "MAGIC 44" nel romanzo Si vive solo due volte come chip di scambio quando egli è incaricato di negoziare concessioni d'informazioni di intelligence con il capo della intelligence giapponese Tiger Tanaka.
Le serie W.E.B. Griffin The Corps è un racconto romanzato delle operazioni di intelligence della Marina degli Stati Uniti e del Corpo dei Marine nel Teatro del Pacifico durante la Seconda Guerra Mondiale. Molti dei personaggi principali del romanzo, sia di fantasia che storici, hanno l'accesso a e l'uso di informazioni di intelligence da Magic.